# Jj (gruppo musicale)
jj è un gruppo musicale svedese composto da Joakim Benon e Elin Kastlander.

## Storia
Il gruppo esordisce nei primi mesi del 2009 con il singolo jj n° 1, che precede l'album d'esordio, ossia jj n° 2. Il disco viene ottimamente recensito e riceve la menzione "Best New Music" da Pitchfork. L'album viene inoltre posizionato al secondo posto tra i "migliori album pop dell'anno" secondo il The Washington Post.
Nel dicembre 2009 viene annunciato il passaggio alla Secretly Canadian, che nel marzo 2010 pubblica jj n° 3, secondo album in studio del gruppo, che comunque continua a pubblicare i suoi lavori anche per l'etichetta discografica svedese Sincerely Yours, fondata dal gruppo The Tough Alliance. Nel periodo marzo-aprile 2010 il gruppo intraprende un tour negli Stati Uniti ed in Gran Bretagna a supporto dei The xx. Segue un mini-tour in Europa a maggio.
La successiva pubblicazione discografica è rappresentata dal mixtape Kills, pubblicato il 24 dicembre 2010 in download gratuito. Nel marzo 2011 il gruppo collabora con l'artista svedese Yves Saint Lorentz, producendo un remix di Rebecca & Fiona dal titolo The End of the World. La canzone My Life (tratta da jj n° 3) viene inserita nel videogioco Battlefield 3 (2011).
Nell'estate 2011 la band collabora con Ne-Yo per il brano We Can't Stop inserito nella serie Adult Swim Singles Program 2011. Inoltre collabora anche con il rapper Don Trip per il brano Cheers (jj's Save Our Souls Remix).
Il 4 aprile 2012 viene annunciato il singolo jj n° 4, pubblicato il 9 maggio seguente.
Nel settembre 2013 il duo collabora con Adrian Lux per la canzone Wild Child.

## Formazione
- Joakim Benon
- Elin Kastlander

## Discografia

### Album studio
- 2009 - jj n° 2
- 2010 - jj n° 3
- 2014 - Vh

### Mixtape
- 2010 - Kills

### Singoli ed EP
- 2009 - jj n° 1
- 2009 - a jj 12
- 2012 - jj n° 4
- 2012 - High Summer